# Mitrella minor
Mitrella minor é uma espécie de molusco pertencente à família Columbellidae.
A autoridade científica da espécie é Scacchi, tendo sido descrita no ano de 1836.
Trata-se de uma espécie presente no território português, incluindo a zona económica exclusiva.